# Sheffield (Massachusetts)
Sheffield é uma vila localizada no condado de Berkshire no estado estadounidense de Massachusetts. No Censo de 2010 tinha uma população de 3.257 habitantes e uma densidade populacional de 25,89 pessoas por km².

## Geografia
Sheffield encontra-se localizado nas coordenadas 42° 06′ 13″ N, 73° 21′ 36″ O. Segundo o Departamento do Censo dos Estados Unidos, Sheffield tem uma superfície total de 125.79 km², da qual 122.86 km² correspondem a terra firme e (2.33%) 2.94 km² é água.

## Demografia
Segundo o censo de 2010, tinha 3.257 pessoas residindo em Sheffield. A densidade populacional era de 25,89 hab./km². Dos 3.257 habitantes, Sheffield estava composto pelo 95.82% brancos, o 1.11% eram afroamericanos, o 0.21% eram amerindios, o 0.34% eram asiáticos, o 0% eram insulares do Pacífico, o 1.26% eram de outras raças e o 1.26% pertenciam a duas ou mais raças. Do total da população o 3.22% eram hispanos ou latinos de qualquer raça.